# Natación en Chile
La natación en Chile actualmente es regulada por la Federación Chilena de Deportes Acuáticos (FECHIDA), anterior organización llamada Federación Chilena de Natación. En Chile este deporte ha tenido grandes personajes y actualmente cuenta con una de las mejores nadadores a nivel mundial.

## Historia
Puede decirse que la natación en Chile nació junto con su propia historia. Oficialmente, la natación chilena comienza con la fundación de la Asociación de Natación y Waterpolo de Chile, en 1921, con sede inicial en Valparaíso. Para su mejor control y dirección de sus competencias, el país estaba dividido en 10 zonas: I Zona: Tacna y Tarapacá; II Antofagasta; III Atacama y Coquimbo; IV Aconcagua; V Santiago y Colchagua; VI Talca y Maule; VII Ñuble, Concepción y Biobío; VIII Cautín; IX Valdivia, Chiloé y Aisén y X Magallanes.
Spencer Le May, un inglés muy conocido y querido en esos tiempos, fue el principal impulsor e impulsor de este deporte en Chile. Se le considera el padre de la natación en Chile. Fue presidente de la asociación durante nueve años, desde 1922 hasta 1931. El primer escudo de la federación, adoptado el 5 de mayo de 1925, fue también diseñado por Spencer Le May. La primitiva asociación se llamó después federación y trasladó su sede a Santiago.
La primera piscina de Santiago fue la que se construyó en Quinta Normal, con forma de medialuna. Sin embargo, la natación nace oficialmente en la capital, en 1925, con la piscina del Estadio Policial y que después pasó a Carabineros y después a Colo Colo. Tres años más tarde aparece la piscina del Estadio Militar para el Primer Campeonato Sudamericano efectuado en Chile en 1929 y que se adjudicó fácilmente Argentina. 
En 1923, en Valparaíso, se registraron los primeros récords de Chile. Maino y Armeston cronometraron 1’24” en los 100 metros estilo libre. En 100 metros espalda, F. Zúñiga marcó un tiempo de 1’45”; y en 100 metros pecho, Hucke, del Club Alemán, cronometró 1’39”.
La primera competencia internacional de un equipo chileno se produjo en los Juegos Olímpicos de Ámsterdam 1928. No fue una buena actuación. Más bien se fue a observar: Astaburuaga, Horacio Montero, Hernán Schuler, Hernán Téllez y Faelo Zúñiga estuvieron en Holanda. 
Y a un tiempo después en 1932 en el Stade Francés qué gran actuación cumplió la delegación de Stade, presidida por Francisco Duchesne, en el campeonato de 1932 en la Piscina Escolar Temperada. La gran figura fue Huguette Martineau, que en 200 metros libres se impuso con el formidable tiempo de 3 minutos 1 segundo 4/5, nuevo récord de Chile y Sudamericano.
Al poco rato, Huguette regresó a la piscina para participar en 100 metros espalda y batir también el récord de Chile y Sudamericano. Su hermano Charles Martineau se impuso en los 100 metros libres juveniles, también con nueva marca nacional. En 50 metros libres, triunfó Andreé y en 200 metros pecho la menor de las hermanas, Marguite, con otro récord de Chile y Sudamericano. Y en la posta 4 por 50 metros, vencieron a Green Gross, Nacional y Universitario, a 1 segundo del récord de Chile.
Con el tiempo la natación fue mejorando en todo el país, los mejores 
nadadores surgían en Santiago. Un gran personaje y quizás el más conocido fue Víctor Contreras, o conocido como Tiburón Contreras realizó lo que nadie creía que iba hacer, cruzar el Estrecho de Gibraltar y marcando récord mundial, a pesar de que viajó con la pequeña suma de 3500 dólares prestado por la Universidad Católica de Valparaíso, la Caja de compensación Javiera Carrera y algunas agencias mundiales con sede en el puerto de Valparaíso.
En los años 70 y 80 vino el momento del norte, adjudicandosé un nivel de excelencia la ciudad de Antofagasta, la cual contaba con una participación masiva de la población en este deporte además del Polo Acuático, lo que permitió a esta ciudad tener el mejor equipo nacional de natación y polo acuático, los cuales también calificaban entre los mejores a nivel Panamericano. Sin embargo a finales de los 80' el apoyo financiero desapareció casi por completo, al igual que la participación de la gente; pero en Arica seguía un fuerte y competitivo equipo que se hizo sentir en Chile, pero que terminaría el año 2004 por falta de locales para entrenar. A lo largo de la historia Santiago siempre tuvo uno de los mejores equipos y actualmente es en la capital donde debuta el mejor nivel de este deporte en Chile.
En los Juegos de Guadalajara 2011, la destacada y joven Isabel Riquelme, ha logrado el mejor tiempo nacional, con su corta edad ha llegado muy lejos y se espera que llegue a ser una gran nadadora.

## Organizaciones y clubes
Actualmente en Chile la natación competitiva se encuentra desde el norte por Arica hasta el sur, en Punta Arenas. Las ciudades están representadas por clubes, o asociaciones de las mismas que reúnen a sus mejores nadadores. Actualmente los resultados más importantes los obtienen clubes de Santiago, como: Academia de Humanidades, Estadio Mayor, Estadio Italiano, Stade Francés, Santiago Swim, Estadio Español, Unido y Ciudad deportiva. Pero en las últimas temporadas clubes de regiones han mejorado su rendimiento a nivel nacional, como: Asociación Talca, Ñielol sin fronteras, Club de natación Punta Arenas y Weyelfe. 

### Asociaciones locales
- Asociación de Natación de Arica
- Asociación de Natación de Antofagasta
- Asociación de Natación de La Serena
- Asociación de Natación Coquimbo
- Asociación de Natación Viña del Mar
- Asociación de Natación Valparaíso
- Asociación de Natación Santiago Sur
- Asociación de Natación Vitacura
- Asociación de Natación Talca
- Asociación de Natación Sexta Región
- Asociación de Natación TRI-Araucanía

### Clubes
- - Club de Natación Aquaswim La Serena
- Club Deportivo Academia de Humanidades
- Club de Natación Focas
- Club Efecto Sprint
- Club Dreamers de Recoleta
- AutoClub Antofagasta
- Club Master Providencia
- Club Acuático La Cisterna
- Stadio Italiano-Santiago
- Club Deportivo Universidad Católica
- Estadio Español-Santiago
- Universidad de Chile
- Stade Français-Santiago
- Ciudad Deportiva Iván Zamorano-Santiago
- Club Union de Chile Nadadores
- Club Superior de Antofagasta
- Club Mayor de Natación de Coquimbo
- Club de Natación y polo acuático Copiapó
- Club Leñadura de Punta Arenas
- Club Olímpico de Graneros
- Club Ymca Santiago Natación
- Club Natación el Bosque
- Piscina Olímpica de Arica
- Estadio Mayor-Santiago
- Fonosub Telefónica-Santiago
- Club de natación Punta Arenas
- Club Ymca Temuco Rama Juvenil
- Club Dario Salas Chillán
- Club Deportivo Octopus de Santiago
- Universidad Central de Chile
- Club de Natación Pura Vida- Pichilemu
- Club Deportivo Ñielol Sin Fronteras
- Club de natación Poseidón de San Vicente de Tagua Tagua
- Club Océano De Rengo

## Actuales representantes

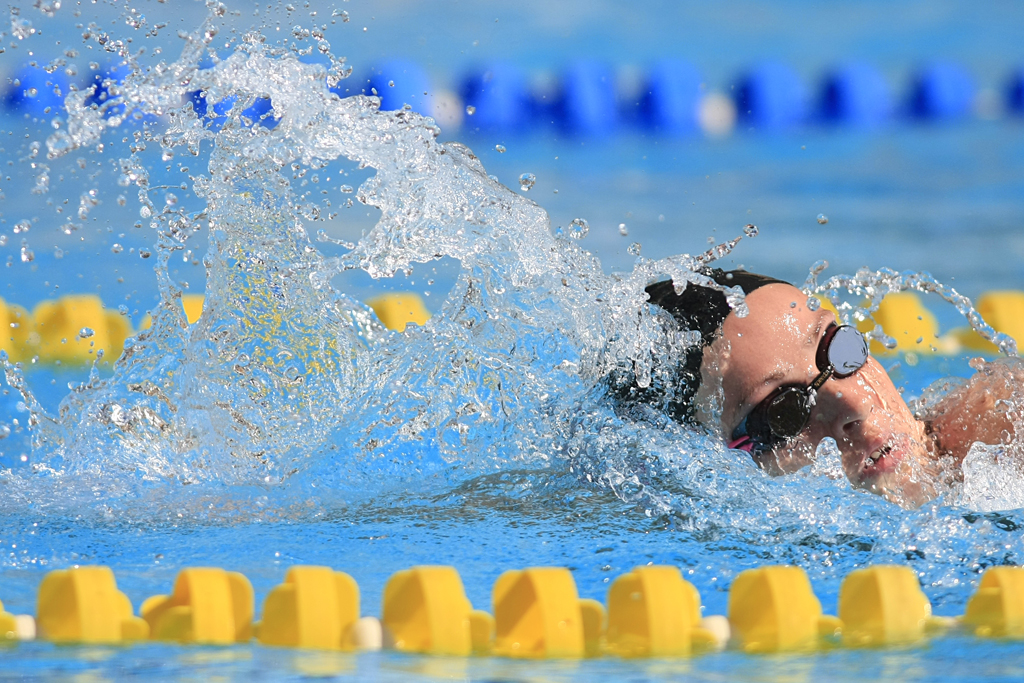
Kristel Köbrich

En representación masculina está la dupla compuesta por Gian Carlo Zolezzi, que quedó entre los 25 mejores nadadores del mundo en los Juegos Olímpicos de Atenas 2004 y el joven Maximiliano Schnettler, que batiendo récord nacional también clasificó a los recientes Juegos Olímpicos de Atenas. En representación femenina, Kristel Köbrich, tricampeona Panamericana en 800 y 1500 m libres; quedó ubicada entre las mejores 15 nadadoras a nivel mundial en los juegos olímpicos y se ubicó en la séptima posición en los 1500 metros libre en el Mundial de Natación disputado en Melbourne, Australia en 2007, siendo la mejor ubicación conseguida por una nadadora chilena en un campeonato de tamaña envergadura.
En el Mundial de Natación 2009 consiguió un lugar histórico para Chile y se posicionó en el 4.º lugar en 1500 metros. Con un tiempo de 15'5757, siendo nuevo récord nacional y sudamericano. Igualmente fue destacada su participación en Medellín 2010. 1
Es la principal exponente de la natación chilena teniendo participaciones en Juegos Olímpicos, Mundiales, Juegos Odesur, Juegos Panamericanos y Sudamericanos de la especialidad, además de competencias nacionales en Chile y Perú.
Juegos Suramericanos de Medellín 2010 
Su desempeño en la novena edición de los juegos, se identificó por obtener un total de 3 medallas: 2
, Medalla de oro: Swimming 1500 m Freestyle Women
, Medalla de plata: Natación Libre 1500 m Mujeres
, Medalla de plata: Natación Libre 800 m Mujeres
Bárbara Hernández, es especializada en nado en aguas gélidas.  Conocida como "La Sirena de Hielo" se ha consolidado como número uno en el ranking mundial de aguas gélidas, disciplina que practica desde el año 2014, cuando fue invitada a la Patagonia Argentina para nadar en el glaciar Perito Moreno.

## Waterpolo
Es disputada la Liga de Chile de waterpolo masculino y el Campeonato de Chile de waterpolo femenino.